# Rezala (Srbica)
Pour l’article homonyme, voir Rezala.
Rezallë en albanais et Rezala en serbe latin (en serbe cyrillique : Резала) est une localité du Kosovo située dans la commune/municipalité de Skenderaj/Srbica et dans le district de Mitrovicë/Kosovska Mitrovica. Selon le recensement kosovar de 2011, elle compte 1 878 habitants, tous albanais.

## Démographie

### Évolution historique de la population dans la localité
| 1948 | 1953 | 1961  | 1971  | 1981  | 1991  | 2011  |
| ---- | ---- | ----- | ----- | ----- | ----- | ----- |
| 937  | 992  | 1 163 | 1 508 | 1 959 | 2 315 | 1 878 |

|  |